# Dinosaurios en una nave espacial
Dinosaurios en una nave espacial (Dinosaurs on a Spaceship) es el segundo episodio de la séptima temporada moderna de la serie británica de ciencia ficción Doctor Who, emitido originalmente el 8 de septiembre de 2012.

## Argumento
En el Egipto del año 1334 a. C. mientras está con la reina Nefertiti (Riann Steele), el Undécimo Doctor (Matt Smith) recibe una llamada de la "Agencia Espacial India" en el año 2367 d. C. sobre una enorme nave espacial que va camino de estrellarse contra la Tierra en seis horas. La ISA planea destruirla con misiles a menos que el Doctor la detenga primero. Llevándose a Nefertiti con él, recoge al explorador eduardiano John Riddell (Rupert Graves) de la sabana africana en el año 1902, y después materializa la TARDIS alrededor de sus acompañantes Amy Pond (Karen Gillian) y Rory Williams (Arthur Darvill) diez meses después de su anterior encuentro en El manicomio de los Daleks, llevándose también sin darse cuenta en la TARDIS al padre de Rory, Brian (Mark Williams). Después, se materializan en la nave espacial y descubren que está llena de dinosaurios.
Cuando consultan a los ordenadores de la nave dónde están los motores, el Doctor, Rory y Brian son transportados por accidente a la "sala de motores", una enorme playa dentro de la nave que usa las olas como energía hidráulica. Mientras tanto, junto a Nefertiti y Riddell, Amy descubre que la nave es un arca Silurian diseñada para llevar a los humanoides reptiles a un nuevo planeta junto con flora y fauna de su periodo de tiempo. Dejaron la Tierra millones de años atrás para escapar del impacto del meteorito que extinguió a los dinosaurios. La nave, sin embargo, no registra signos de vida Silurian a bordo. Tras escapar de una bandada de pterodáctilos, el Doctor, Rory y Brian son escoltados por dos robots hasta el único humano a bordo, un hombre brutal llamado Solomon (David Bradley) que ha sido herido por un raptor y necesita ayuda médica. Escaneando al Doctor para saber quién es, Solomon se sorprende de que el Doctor no aparezca en su base de datos universal. Solomon revela que es un traficante sin ley de lo éxotico que ha abordado la nave para robarse los dinosaurios. Después de hacer que los robots asesinen a todos los Silurians, Solomon no pudo tomar el control de la nave él mismo, y el ordenador regresó a la configuración por defecto, volviendo a su punto de origen, la Tierra. Descubriendo la identidad de la reina Nefertiti y su valor, decide secuestrarla y llevársela en su propia nave. Aunque el Doctor se niega, Nefertiti accede a ir con él para salvar a los otros, a pesar de las obvias intenciones sádicas del hombre hacia ella.
Mientras Amy y Riddell disparan a los dinosaurios hostiles con armas tranquilizantes, el Doctor desactiva los robots de Solomon y rescata a Nefertiti, y después engaña a los misiles de la ISA para que se dirijan a la nave de Solomon en vez de al arca, volviendo a la misma después. La nave de Solomon es destruida con él dentro. Rory y Brian pilotan al arca lejos de la Tierra, ya que la nave sólo puede ser pilotada por dos personas del mismo grupo genético, en este caso padre e hijo. Nefertiti, que ha estado flirteando y peleándose con Riddell, decide quedarse con él en lugar de regresar a su propio tiempo, aprovechando que, históricamente, ella desapareció de todos los registros después de la visita del Doctor. Tiempo después, Amy y Rory reciben una serie de postales de todo el mundo que les envía Brian, alguien a quien no le gustaban antes los viajes. Entre ellas, una con los dinosaurios, la TARDIS, y un letrero que dice "Siluria".

## Producción

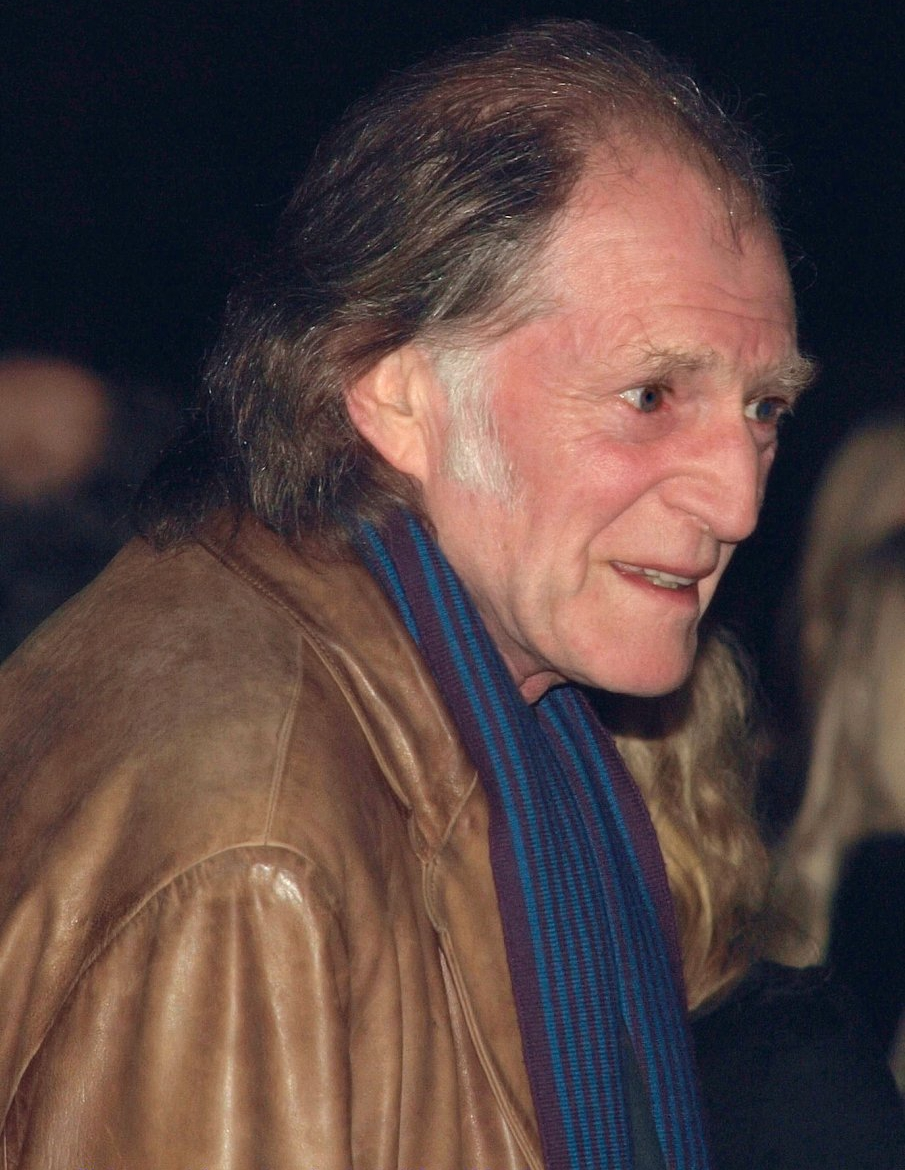
David Bradley fue elegido como Solomon, el villano principal del episodio.

El show runner Steven Moffat dijo que colocar a los dinosaurios dentro de una nave espacial fue "el secreto del éxito". La idea de utilizar los dinosaurios en Doctor Who llegó de los equipos de efectos especiales, The Mill y Millennium FX. Como El manicomio de los Daleks era un episodio de apertura más oscuro, Dinosaurios en una nave espacial fue más cómico. En la propuesta de Moffat al guionista Chris Chibnall, le propuso: "Quizás una nave dirigiéndose hacia la Tierra, y la Tierra está en alerta". Chibnall había escrito anteriormente los episodios 42 (2007), La Tierra hambrienta y Sangre fría (2010). El Doctor ya se había encontrado con dinosaurios en el serial de 1974 Invasion of the Dinosaurs. Moffat sugirió que la nave espacial fuera Silurian, y Chibnall, que ya había escrito el regreso de los Silurians en La Tierra hambrienta/Sangre fría, pensó que era "una buena revelación y mostrará algo más de ellos, aunque sea en una historia no dedicada a ellos".
Chibnall sugirió incluir un equipo "loco" de personajes recogidos por todo el espacio y tiempo. Pensó que Doctor Who podía mostrar "colisiones de personajes que ningún otro programa en el mundo podría tener", y que era cuestión de encontrar un grupo "disparatado" de personajes que "fanfarronearan" los unos con los otros. La decisión de Nefertiti de no regresar a su propio tiempo encaja con los registros históricos, ya que no hay constancia de la fecha y causa de su muerte. Chibnall pidió introducir al padre de Rory, ya que Amy y Rory se marcharían en cuatro episodios, y la vida familiar de Rory no se había explorado todavía.

## Emisión y recepción
Las mediciones nocturnas de audiencia mostraron que el episodio fue visto por 5,5 millones de espectadores en directo en el Reino Unido. Las mediciones definitivas fueron de 7,57 millones de espectadores. La puntuación de apreciación fue de 87, considerada "excelente".
Dinosaurios en una nave espacial recibió generalmente críticas positivas, con algunos detractores. Dan Martin de The Guardian lo describió como "divertido", alabando los decorados de apariencia de alto presupuesto y los dinosaurios, la utilidad de Amy y Rory, y la idea del equipo. Aunque admitió que era "endeble" y "bastante una historia construida alrededor de un título", pensó que era "el episodio dos de Doctor Who más perfecto en mucho tiempo". Sin embargo, le incomodó el subrayado de oscuridad que "fue casi suficientemente perturbador como para arruinarlo todo". Similarmente, Charlie Anders de io9 lo llamó "lo más divertido de Doctor Who que puedo recordar en años", también notando el distanciamiento gradual entre el Doctor y los Pond, e identificano un tema recurrente en la temporada: el que "no reconocen" al Doctor. Patrick Mulkern de Radio Times quedó encantado con que los efectos especiales "realizados sin tacha" de los dinosaurios redimieran a aquellos de Invasion of the Dinosaurs. También alabó al Solomon de Bradley y el "punto de vista refrescante" de que el arca fuera construida por Silurians en lugar de por humanos como se había visto otras veces en el programa. Keith Phipps de The A.V. Club le dio un Notable, encontrando que era formulaico, pero bien ejecutado. A diferencia de Martin, le encantaron los giros oscuros.
Dave Golder de SFX le dio al episodio 4 estrellas sobre 5, describiéndolo como "flojo, espeso y tonto, con un trocito ocasional de argumento... pero tremendamente entretenido".. Le agradó que los personajes invitados fueran interpretados "normalmente" en lugar de para la comedia, y encontró los efectos de los dinosaurios "geniales", y que el giro Silurian "enriquecía la continuidad". Sin embargo, pensó que el ritmo era demasiado rápido, Nefertiti fue "bastante plana" y escribió que era poco creíble que el Doctor trabara amistad con un gran cazador por deporte. Matt Risley de IGN le dio a Dinosaurios en una nave espacial un 7 sobre 10, notando que "no va a ganar ningún premio al guion o la emoción, pero ciertamente tiene éxito a nivel familiar lleno de humor". Aunque escribió que Brian estuvo "brillante", criticó en conjunto al "equipo", pensando que "no tuvieron otro propósito que inyectar algunos recursos de trama de forma conveniente cuando hiciera falta". Tampoco le gustó los robots "parodia de Marvin el Androide Paranoico". Por otro lado, a Neela Debnath de The Independent le gustó el equipo, escribiendo "cuantos más acompañantes haya, más variedad para el programa, porque cada uno tiene sus propios defectos y su propia historia".
Morgan Jeffery de Digital Spy tuvo sentimientos más encontrados, dándole 3 estrellas sobre 5. Lo describió como "un poco sobrecargado", con Riddell y Nefertiti bastante bidimensionales e infrautilizados. También criticó a los robots, y pensó que el Doctor entregando a Solomon a la muerte puede que haya sido "ir demasiado lejos". Sin embargo, alabó a los tres protagonistas y a Brian, así como la anticipación sobre Amy y Rory. Gavin Fuller del Daily Telegraph fue todavía más negativo, sólo dándole 2 estrellas sobre 5. Lo describió como "al final un poco desastre", calificando de "discordante" el contraste entre la "mezcla difícil de humor y descenso bobo" del equipo y la "siniestra" historia de Solomon. Fuller también notó que los dinosaurios fueron "una atracción secundaria a la trama principal". Como Morgan, también pensó que las acciones del Doctor al final "no serían fácilmente aceptadas por los espectadores".